# Бланка Стајков
Бланка Стајков (пољ. Blanka Stajkow; Шчећин, 23. мај 1999), позната под мононимом Бланка, пољска је певачица и манекенка. Она ће представљати Пољску на Песми Евровизије 2023. са песмом Solo.

## Младост
Стајков је рођена у Шчећину од мајке Пољакиње која ради као манекенка и оца Бугарина који ради као богати бизнисмен. Према речима Стајков, ниједно од њених родитеља нема музичку позадину. Мајка ју је од малих ногу подстицала да се окуша у разним активностима, укључујући придруживање диско плесним групама и похађању музичких школа. У једном интервјуу, Стајков би споменула да је њена мајка током јутра увек укључивала или МТВ или Трејс Урбан, што би је подстакло да се бави музичком индустријом.
Са 13 година одлучила је да направи и објави свој први сингл Strong Enough.

## Каријера

### Топ модели(2021–2022)
Године 2021. учествовала је у пољском ријалитију „Топ Модел”. Док је била у емисији, објавила свој први званични сингл, Better. Следеће године потписала је уговор са Warner Music Poland и објавила свој други сингл Solo.

### Песма Евровизије (2023)
Дана 15. фебруара 2023. године, Стајков је најављен као један од десет такмичара који ће се такмичити на Tu bije serce Europy! Wybieramy hit na Eurowizję, пољском националном финалу за Песму Евровизије 2023. са својом претходно објављеном песмом Solo. Победила је на такмичењу, добила је максималан број поена од жирија и освојила друго место у јавном гласању. Због тога, она ће бити представница Пољске на Песми Евровизије 2023. Њена победа изазвала је контроверзу због наводно намештених гласова и оптужби за корупцију у жирију националног финала.

## Дискографија

### Синглови

#### Као главни извођач
| Наслов | Година | Највиша позиција на топ-листи | Највиша позиција на топ-листи | Албум               |
| Наслов | Година | ПОЉ                           | ПОЉ стриминг                  | Албум               |
| --- | ------ | ----------------------------- | ----------------------------- | ------------------- |
| Better | 2021.  | —                             | *                             | синглови без албума |
| Solo | 2022.  | 4                             | 1                             | синглови без албума |
| „—” означава сингл који се није нашао на топ-листи или није објављен у територији. „*” означава топ-листу која није постојала у то време. |        |                               |                               |                     |

### Промотивни синглови
| Наслов                                              | Година | Албум               |
| --------------------------------------------------- | ------ | ------------------- |
| All I Want for Christmas Is You (песма Мараје Кери) | 2022.  | синглови без албума |